# Eueides fasciatus
Eueides fasciatus är en fjärilsart som beskrevs av Johann August Ephraim Goeze 1779. Eueides fasciatus ingår i släktet Eueides och familjen praktfjärilar. Inga underarter finns listade i Catalogue of Life.